# Kitty Hawk

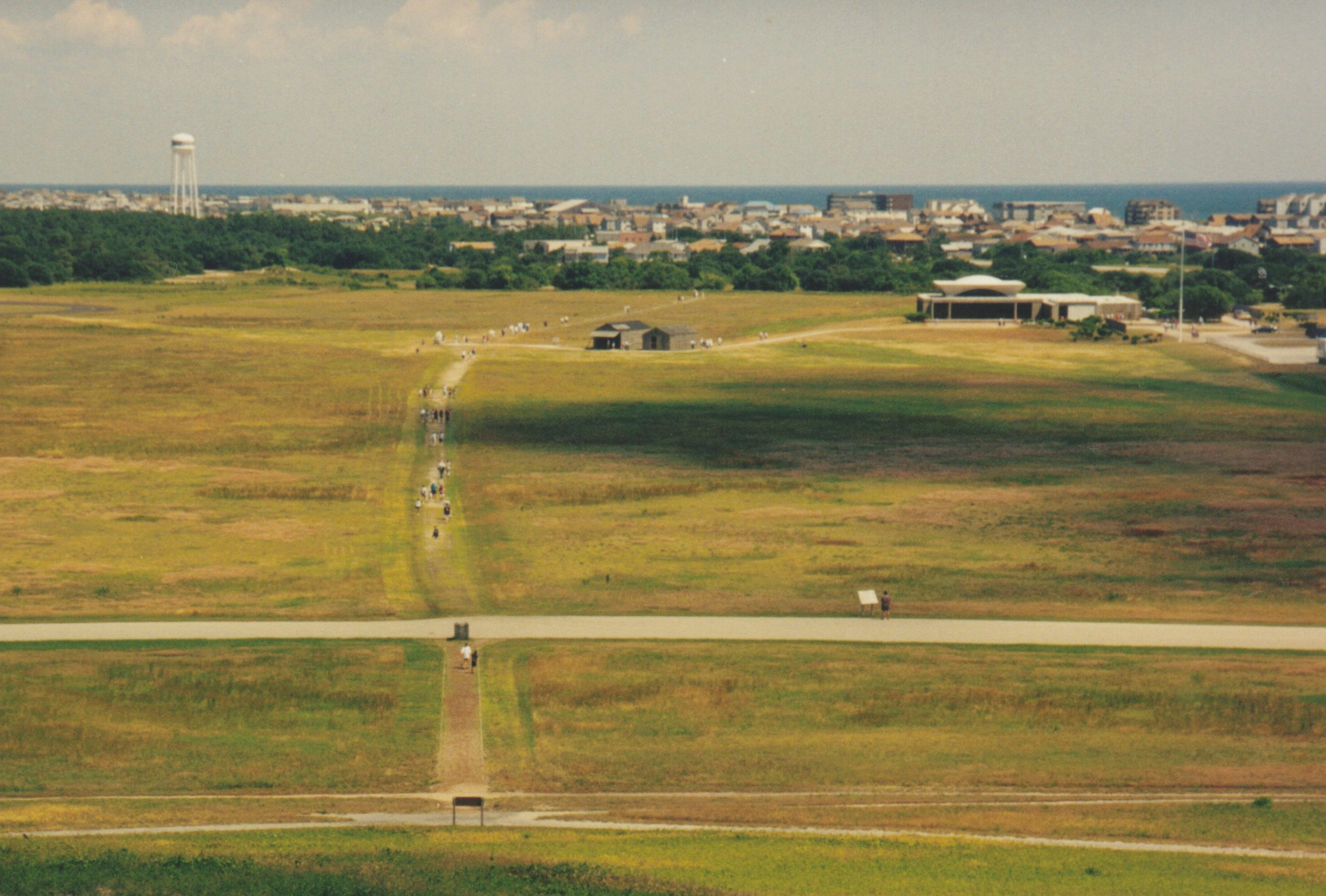
Lotnisko i miasto Kitty Hawk w tle

Kitty Hawk – miasto (town) w hrabstwie Dare w Karolinie Północnej.
Miasto założone w początkach XVIII wieku pod nazwą Chickahawk. W 2000 roku liczyło 2991 mieszkańców.
Stało się sławne 17 grudnia 1903 roku, kiedy to Orville, młodszy z braci Wright, dokonał pierwszego w historii kontrolowanego lotu na maszynie cięższej od powietrza.
Nazwę USS „Kitty Hawk” nosiły dwa amerykańskie okręty; nazwano tak też moduł dowodzenia CSM Apollo 14.